# ایست پاسادنا (کالیفرنیا)
ایست پاسادنا (به انگلیسی: East Pasadena) یک منطقهٔ مسکونی در ایالات متحده آمریکا است که در شهرستان لس‌آنجلس، کالیفرنیا واقع شده‌است. ایست پاسادنا ۳٫۴۲۶ کیلومتر مربع مساحت و ۶٬۱۴۴ نفر جمعیت دارد و ۲۲۱ متر بالاتر از سطح دریا واقع شده‌است.